# Camren Bicondova
Camren Renee Bicondova (San Diego, 22 de maio de 1999) é uma dançarina e atriz norte-americana. Bicondova faz parte do grupo de dança de garotas 8 Flavahz. Em 2014, Bicondova conseguiu o papel de Selina Kyle na série de TV da Warner, Gotham.

## Biografia
Camren Bicondova nasceu em San Diego, Califórnia. Ela começou como artista quando se matriculou na aula de dança aos seis anos de idade. Depois que sua família se mudou para o Havaí, Bicondova começou a estudar em um estúdio local, onde ela se dedicou a diferentes estilos de dança, tais como jazz-funk e hip hop. Aos 11 anos, ela se tornou um "Elite Protege" para a convenção de dança do The PULSE on Tour, viajando pelo país como assistente de alguns dos melhores professores e coreógrafos do país.

## Carreira
Bicondova apareceu pela primeira vez no mainstream quando foi destaque no filme de dança e drama de 2012, Battlefield America. Naquele mesmo ano, seu grupo de dança só com garotas, 8 Flavahz, foi vice-campeão na sétima temporada do America's Best Dance Crew.
Em 2014, Bicondova conseguiu o papel de mulher-gato, Selina Kyle na série de televisão Gotham da FOX onde interpreta a personagem em sua juventude. Ela ganhou uma indicação ao Saturn Award de "Melhor Performance de uma Jovem Atriz em Série de Televisão" para a 1ª Temporada. Em setembro de 2015, ela foi listada no Youth Impact Report anual da Variety, como uma artista que "representa a próxima onda de Hollywood e talento".

## Filmografia

### Cinema
| Ano  | Título              | Papel     | Nota                                                                    |
| ---- | ------------------- | --------- | ----------------------------------------------------------------------- |
| 2012 | Battlefield America | Prissy    | Filme de dança                                                          |
| 2014 | Girl House          | Girl #1   | filme canadense dirigido por Trevor Matthews e escrito por Nick Gordon. |
| 2021 | Chaos Walking       | Lola Eade | filme onde entra o ator Tom Holland                                     |

### Televisão
| Ano       | Título                    | Papel              | Nota                                  |
| --------- | ------------------------- | ------------------ | ------------------------------------- |
| 2011      | Shake It Up               | Little Highlighter | Episódio: "Throw It Up" (S 1:Ep 21)   |
| 2012      | America's Best Dance Crew | Contestant         | Temporada 7 (integrante do 8 Flavahz) |
| 2014–2019 | Gotham                    | Selina Kyle        | Protagonista                          |

### Video clipes
| Ano  | Artista      | Título           | Nota |
| ---- | ------------ | ---------------- | ---- |
| 2012 | Ciara        | "Got Me Good"    | 10   |
| 2014 | Krewella     | "Enjoy the Ride" |      |
| 2018 | Dana Vaughns | "Underneath"     |      |

## Awards and nominations
| Ano  | Prêmio             | Categoria                                                  | Trabalho nomeado | Resultado | Ref   |  |
| ---- | ------------------ | ---------------------------------------------------------- | ---------------- | --------- | ----- |  |
| 2015 | 41st Saturn Awards | Best Performance by a Younger Actor in a Television Series | Gotham           | Indicado  | [ 7 ] |  |